# Craftivismo

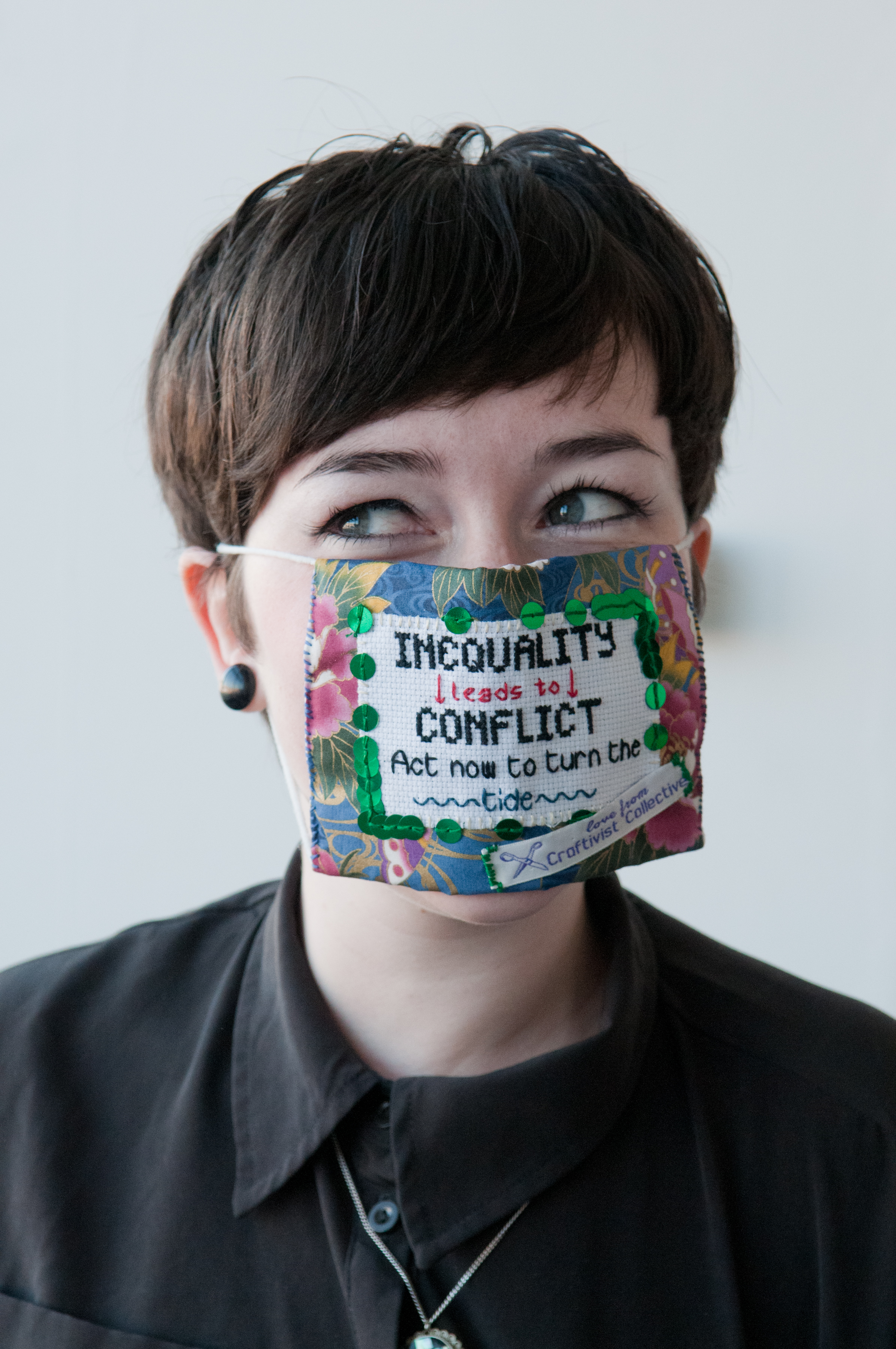
Una mujer que lleva una mascarilla artesanal.

El craftivismo es una forma de activismo, que generalmente incorpora elementos del anticapitalismo,el ecologismo, la solidaridad o el feminismo de tercera ola, y que se centra en prácticas artesanas. El craftivismo incluye, pero no se limita a, varias formas de costura, incluido el yarn-bombing o el punto de cruz. El craftivismo es un proceso social de empoderamiento colectivo, acción, expresión y negociación. En el craftivismo, participar en el discurso social y crítico en torno a la obra es central para su producción y difusión. Los practicantes son conocidos como craftivistas. La palabra “craftivismo” es una combinación de las palabras artesanía en inglés, craft, y activismo.

## Trayectoria
La artesanía ha sido una forma de arte feminizada a lo largo de la historia. Debido a su aparente feminidad, a menudo se la invisibilizó en las conversaciones más amplias sobre arte. Las artesanas feministas aprovecharon esto para difundir mensajes ocultos, difundiendo conceptos de la segunda ola del feminismo entre las décadas de 1960 y 1980. El término craftivismo fue acuñado en 2003 por la escritora Betsy Greer para unir las esferas separadas de la artesanía y el activismo. Su definición favorita del término, dice: "El craftivismo es una forma de ver la vida donde expresar opiniones a través de la creatividad hace que tu voz sea más fuerte, tu compasión más profunda y tu búsqueda de justicia más infinita."
Aunque el término craftivismo es una adición reciente al léxico de la artesanía, el uso de la artesanía como táctica subversiva se puede encontrar a lo largo de la historia. En primer lugar, la palabra “craft” se asocia a menudo con el engaño. Llamar a alguien "crafty" (podría ser "astuto" en español) es identificarlo como inteligente y taimado. En griego, se diría "tejer" una trama. De manera similar, la palabra francesa para truco es tricoter, que significa atar o hacer un nudo. En la novela Historia de dos ciudades, el personaje Madame Defarge, una trabajadora de la Revolución Francesa, codifica secretamente en sus tejidos los nombres de aquellos que pronto serán ejecutados.

### Feminismo
El craftivismo se identifica fuertemente, entre otros, con los movimientos feministas. El craftivismo se interpreta a menudo como surgido del feminismo de tercera ola, pero el activismo feminista y la artesanía ya estaban unificados anteriormente.
Las prácticas artesanales han existido tradicionalmente y se han organizado dentro de la esfera privada. Por ello, el trabajo y la producción artesanal se interpretaban generalmente como trabajo femenino improductivo en el hogar, ya que nunca se integraban a sistemas lucrativos. Más bien, fue marginada y subvalorada. Como resultado, el trabajo significativo y creativo de las mujeres en la esfera privada (vestir a la familia, tejer mantas, tejer el telar) no recibió el mismo respeto que la actividad dominada por los hombres en el ámbito público. Además, el patriarcado ha tenido éxito en reivindicar estos valores domésticos para las mujeres y utilizarlos como una forma de mantenerlas en roles subordinados. El auge de las artesanías fáciles de realizar, incluidos kits listos para usar, transferencias y diseños previamente confeccionados, ha disminuido aún más el estatus de la artesanía y las prácticas amateurs de las mujeres. Las mujeres y la artesanía han sido excluidas del mundo de las bellas artes y, como resultado, muchas mujeres han volcado su creatividad en prácticas artesanales. La artesanía era "un arte femenino universal que trascendía las fronteras de raza, clase y nación. La costura es el único arte en el que las mujeres controlaban la educación de sus hijas y la producción de arte, y también eran las críticas y el público." Aunque las prácticas artesanales estaban organizadas espacialmente dentro de la esfera privada, las mujeres ocasionalmente organizaban grupos para participar en estas prácticas colectivamente. En estos círculos o encuentros artesanales, las mujeres no sólo compartían patrones y habilidades, sino que también participaban en conversaciones sobre sus vidas en la esfera privada. Estos grupos de mujeres discutirían sus vidas y las luchas personales que enfrentaron como mujeres. Este tipo de discusión grupal es una forma de activismo arraigada en la concienciación que fue clave para el feminismo de segunda ola ya que ayudó a generar conciencia sobre los tipos de opresión que las mujeres estaban experimentando en su vida cotidiana.
Los movimientos Anticapitalista, Anti-Sweatershop y DIY popularizaron prácticas artesanales para el activismo. Estos movimientos influyeron en las feministas de tercera ola para que adoptaran un espíritu craftivista. La mayoría de las formas de craftivismo se identifican fuertemente con el feminismo de tercera ola. Las artesanas feministas de la tercera ola están intentando subvertir la asociación de la artesanía con la domesticidad al adoptar las artes domésticas y al mismo tiempo identificarse como feministas que toman la decisión de adoptar esta nueva domesticidad. Están recuperando el tejido, la costura y otras actividades artesanales tradicionalmente feminizadas y asociadas con la esfera privada. A través de esta recuperación, las mujeres contemporáneas buscan reconectarse con las formas de arte dominadas por las mujeres, legitimar la importancia de la artesanía subvalorada y mostrar que las mujeres del siglo XXI tienen el privilegio de expresarse a través de la artesanía, con menos restricciones ejercidas por el patriarcado. Este acto de resistencia y ruptura del binomio público/privado se expresa físicamente a través de círculos públicos de tejido y artesanía que toman una actividad de la esfera privada y se insertan en los espacios dominados por los hombres de la ciudad. Un ejemplo sería la Anarchist Knitting Mob que celebró un evento "Massive Knit" en Washington Square Park para honrar la muerte de la activista y urbanista Jane Jacobs. Los tejedores decoraron los árboles, los bancos y los postes de luz con hilos coloridos y patrones únicos. El craftivismo también puede centrarse en hacer activismo de una manera lenta, silenciosa y compasiva. Sarah Corbett, fundadora de Craftivist Collective, alienta a los craftivistas a establecer talleres privados y públicos que ella llama "talleres de costura."

#### Crítica
La expresión de las mujeres a menudo ha sido subvalorada o ignorada en el mundo del arte. Se considera que pertenece a una esfera cultural menor y se clasifica bajo términos como "aplicado", "decorativo" o "inferior" a otras formas de arte como la pintura o la escultura. Esta crítica de la expresión de las mujeres y del craftivismo como una forma de arte “menor” ha sido cuestionada dentro del discurso del feminismo. Algunos discursos sobre arte feminista excluyen el craftivismo. Esta intervención feminista en el mundo del arte perpetúa una jerarquía del arte donde la «artesanía» es una forma de arte inferior. Algunas feministas consideran que el craftivismo refuerza la domesticidad y lo consideran un retroceso de la causa feminista más que una táctica subversiva.

### Ambientalismo
El craftivismo también se centra en ideas ecologistas y de sostenibilidad. A la hora de comprar materiales nuevos, muchos artesanos eligen telas orgánicas y productos de comercio justo como hilos hilados en casa. Sin embargo, aún más popular dentro del movimiento es la utilización de productos vintage, de segunda mano y reutilizados para minimizar el desperdicio y promover la reutilización. Esta demostración de ingenio reconoce los recursos finitos de la Tierra y la valorización de la calidad sobre la cantidad. La artesana craftivista Betsy Greer afirma: "Si bien creo que la artesanía se ha convertido en algo bastante elitista y exclusivo en algunos ámbitos, en esencia está hecha para quienes valoran tanto su tiempo como su dinero."
El craftivismo ambiental se ha utilizado junto con formas "tradicionales" de activismo, como por ejemplo el grupo Knitting Nanna's Against Gas (KNAG), que se formó en el área de Northern Rivers en Nueva Gales del Sur en junio de 2012 para protestar contra la destrucción de tierras para la extracción de fuentes de energía no sustentables en la región. El grupo se describe a sí mismo como "una organización internacional donde la gente se une para garantizar que nuestra tierra, aire y agua se preserven para nuestros hijos y nietos." A menudo, su activismo se centra en eventos de la industria de la minería, frente a sedes políticas y oficinas de empresas infractoras. También apoyan manifestaciones y otros eventos comunitarios. En esencia, la idea es unir a las personas en un frente no violento, "amable pero tenaz", a través de sus actividades artesanales, sin importar el nivel de habilidad de los participantes.
El Proyecto Tempestry es un ejemplo de una obra de arte que utiliza técnicas artesanales y craftivistas para resaltar los impactos del cambio climático en el planeta. El proyecto colaborativo y continuo presenta datos sobre el cambio climático en forma visual a través de formas tejidas o hechas a crochet. Iniciada en 2016, las "Tempestries"  se confeccionan de manera que cada fila se teje en un color específico para representar la temperatura de esa ubicación en ese día específico. Cualquiera puede participar en el proyecto y crear su propio Tempestry. El objetivo del Proyecto Tempestry es "reducir esto a algo preciso, tangible, relatable y hermoso."
Otra forma de artesanía ambiental podría ser el acto de hacer bolsas o mantas para la vida silvestre afectada por un desastre ambiental, como fue el caso de muchos artesanos a nivel mundial que ayudaron a recaudar fondos para la vida silvestre afectada por la devastación de la temporada de incendios forestales de Australia de 2019-2020. Como explica Greer, el craftivismo puede significar "luchar contra el materialismo inútil o fabricar artículos para conseguir fondos para proyectos o algo intermedio."

### Anticapitalismo
Históricamente, la artesanía era la forma de producción precapitalista donde cada artículo creado poseía un "valor de uso", un término que compara la utilidad de un artículo con su equivalente de intercambio. Hoy en día, dentro de un sistema capitalista de producción en masa, la artesanía se ha convertido en una mercancía que se compra y se vende por dinero, ahora se dice que tiene un "valor de cambio". Debido a este movimiento del valor de uso al valor de cambio, se da menos importancia al tiempo y la habilidad gastados para crear un objeto, y más importancia a hacerlo disponible a las masas lo más barato posible. Tradicionalmente asociada a una comunidad fuerte, tan vital para la creación y distribución de artesanías, la artesanía ha perdido desde entonces su valor de uso y ha sido "capturada por el capital".
Una forma popular de resistir la mercantilización de la artesanía es a través del movimiento "hazlo tú mismo" o DIY (por sus siglas en inglés). Popularizado a través de los "zines" de la década de 1990, el "hazlo tú mismo" inspira a las personas a ser autosuficientes y a depender menos del mercado para obtener necesidades básicas que uno puede crear fácilmente por sí mismo. El DIY es una resistencia tanto a la naturaleza capitalista de la industria de la moda como a las presiones para conformarse y comprar un estilo. Los artesanos también han subvertido el mercado mediante el uso de patrones de código abierto y el intercambio de información en Internet. Sitios como Burdastyle permiten a los artesanos cargar y descargar sin costo proyectos de costura. De manera similar, el software en línea KnitPro de Cat Mazza permite a los usuarios descargar imágenes en patrones de tejido detallados sin costo.

#### Lucha contra la explotación laboral
Los esfuerzos dentro del movimiento craftivista contra el capitalismo se centran principalmente en la cuestión internacional de los talleres clandestinos. Algunos artesanos creen que coser su propia ropa o comprar sólo ropa hecha a mano es la mejor manera de protestar contra las prácticas laborales injustas en todo el mundo. Otros craftivistas llevan el tema aún más lejos, usando el acto de hacer artesanías como protesta contra los talleres clandestinos. La artista y activista Cat Mazza creó una campaña contra las prácticas laborales inhumanas de Nike a través de la creación de una manta gigante que representa el símbolo característico de Nike. Entre 2003 y 2008, se pidió a artesanos internacionales que enviaran por correo cuadrados cosidos de 4x4 pulgadas para bordear la manta y que firmaran una petición contra Nike. Mazza también creó un segundo software basado en la web llamado Knitoscope que transforma el vídeo en puntadas tejidas animadas. En el sitio web de MicroRevolt, Cat Mazza presentó una aplicación web que traduce imágenes digitales en manualidades, como crochet, tejido y bordado. 
Cada vídeo tiene un testimonio correspondiente protagonizado por varios profesionales que trabajan contra el trabajo en condiciones de explotación.
La artista y activista Kirsty Robertson cree que los esfuerzos subversivos de los craftivistas contra el capitalismo están limitados por su dependencia de Internet y las nuevas comunicaciones. Señala que por esta razón los tejedores de justicia global no están completamente alejados de la economía.

### Antimilitarista

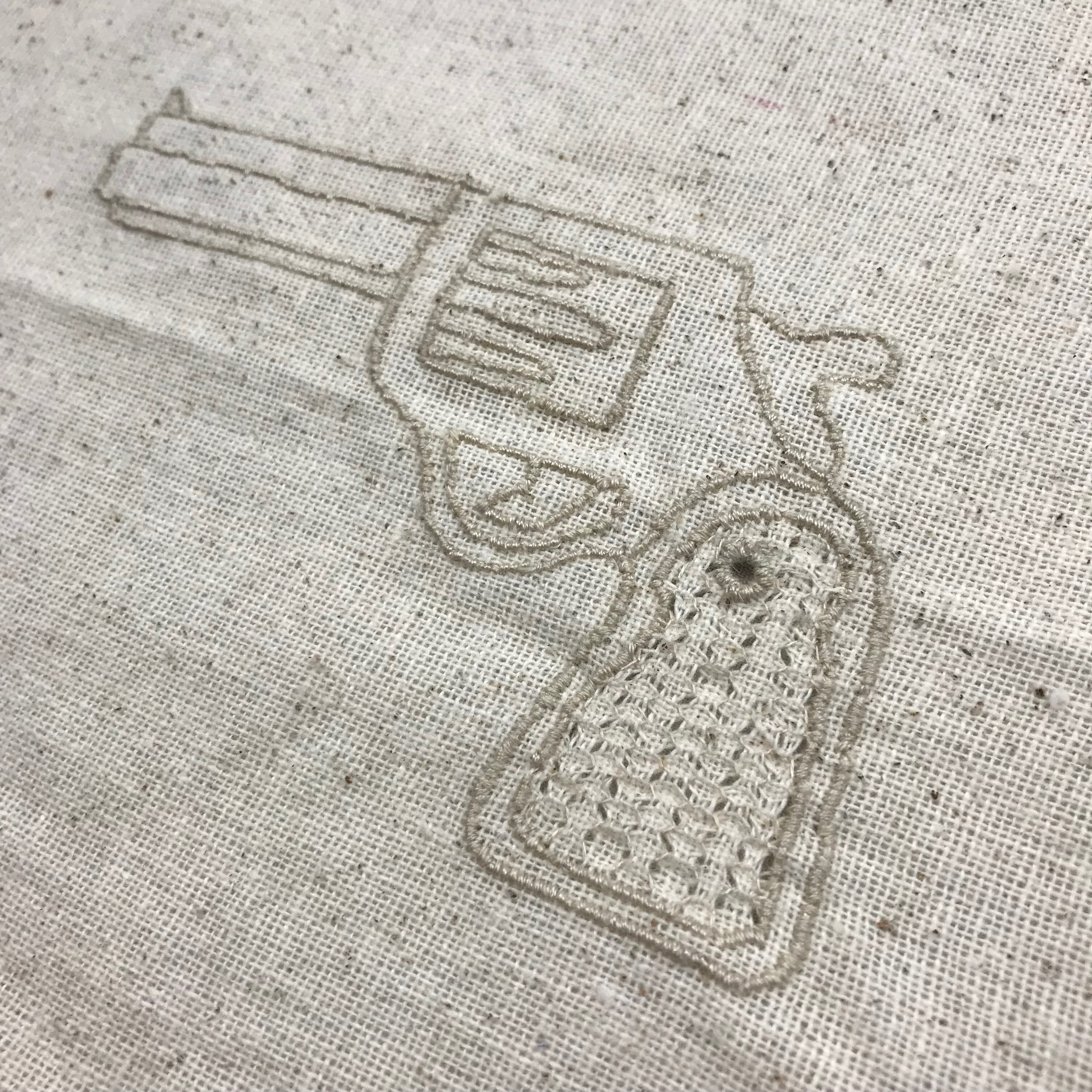
Una pistola bordada creada para el Proyecto End Gun Violence.

Algunos craftivistas ven su forma de arte como una protesta contra la guerra y la violencia. Los craftivistas antibélicos optan por hacer su declaración yuxtaponiendo un hilo colorido, suave y difuso con armas frías y peligrosas. En 2006, la artista danesa Marianne Jorgensen cosió una gigantesca "manta de tanque" rosa y la colocó sobre un tanque de combate M24 Chafee para protestar contra la guerra de Irak. Jorgensenha realizado mantas desde que Dinamarca entró en la guerra de Irak, y no planea parar hasta que termine. Explica en su web: "A diferencia de una guerra, tejer simboliza hogar, cariño, cercanía y tiempo para la reflexión... Cuando [el tanque] se cubre de rosa, se vuelve completamente inerme y pierde su autoridad."Al igual que Jorgensen, la artista canadiense Barb Hunt trabaja para cuestionar la aceptación de la lógica militar en la sociedad creando minas terrestres antipersona tejidas con lana. 
El Proyecto de Tejido Viral es un esfuerzo contra la guerra que traduce el código binario 0/1 del peligroso virus informático Código Rojo en un patrón de tejido de punto/revés. El color y el código se relacionan con las alertas antiterroristas de Estados Unidos posteriores al 11 de septiembre. El proyecto busca "unir vínculos entre la tecnología, la cultura, el capitalismo y la guerra." 

### Antirracismo

#### Las vidas de los negros son importantes
Sisters In Stitches, un grupo compuesto principalmente por mujeres de color, se creó a fines de la década de 1990 para generar conciencia sobre diversas causas mediante el tejido acolchado.
En respuesta al asesinato de Trayvon Martin y el posterior ascenso del movimiento Black Lives Matter, Taylor Payne y CheyOnna Sewell fundaron Yarn Mission, un "colectivo de tejido que es deliberadamente pro-negro, pro-rebelión y pro-comunidad para el logro de la Liberación Negra."

### Cuestiones de justicia social
The Craftivist Collective, es un grupo activista fundado por Sarah Corbett. Es un colectivo formado por personas comprometidas que producen trabajos artesanales pensados bien para uso propio o como manera de alentar a otros a ser el cambio positivo que desean ver en el mundo. Tienen un manifiesto y una lista de objetivos para el trabajo del grupo entre los que se incluyen ser acogedor y positivo, creativo y no amenazante, y centrarse en la lucha contra la pobreza mundial y las injusticias de los derechos humanos.
Uno de los logros clave del Colectivo Craftivista fue conseguir que la junta directiva de M&S pagara a sus 50.000 empleados un salario digno en 2015. Esta campaña fue premiada por la Fundación Sheila McKechnie con el reconocimiento "Campaña de Justicia Económica del año 2017", y fue nominada para el Premio de Impacto Care2 del Reino Unido en el mismo año.
Gracias a este premio, Sarah Corbett continúa trabajando con grandes organizaciones benéficas para implementar proyectos estratégicos de craftivismo y enseñarles el arte de la protesta no violenta.

## Modelos de protesta
En las acciones de calle, el movimiento craftivista utiliza múltiples  modelos de protesta.
Una forma popular de protesta es el knit-in, donde las tejedoras se infiltran en un espacio público y tejen. Podrían viajar en el metro, ocupar un edificio cívico o sentarse en un parque. Utilizan el tejido para llamar la atención sobre el tema que las mueva. El Círculo Revolucionario de Tejido de Calgary, Canadá, organizó una jornada de tejido frente a los edificios de oficinas financieras de Calgary durante la cumbre de las naciones del G-8 en 2002. El Knit-in no solo brinda la oportunidad de protestar contra la injusticia, sino que también permite un debate continuo sobre cuestiones sociales entre las tejedoras. Jack Bratich, de la Universidad Rutgers, sostiene que "tejer en público también genera una cuestión de género en el espacio. Abre las puertas del espacio doméstico al consumo público, exponiendo el trabajo productivo que ha contribuido al trabajo invisible y no remunerado de las mujeres." Las mujeres pueden así obtener poder de una actividad que antes simbolizaba su represión.
La artesana Carrie Reichardt ha cubierto su casa, su coche y su estudio con mosaicos que utilizan cerámica, serigrafía y transferencias para resaltar "la difícil situación de los presos condenados a muerte, las Panteras Negras y la espiritualidad del planeta."
Otra forma de activismo artesanal es el arte de guerrilla. El grupo Knitta, con sede en Texas, coloca arte callejero, como fundas para postes de luz y calentadores de antena, en ciudades de todo el país. De manera similar, Sarah Corbett crea artesanías - arte textil - con mensajes provocadores en espacios públicos.
Los voluntarios de Postcards To Voters a menudo crean sus propias postales decoradas a mano para enviarlas a potenciales votantes antes de las elecciones con la esperanza de aumentar la participación. El trabajo se puede hacer en solitario, pero a menudo se hace en "fiestas de postales" en la casa de un voluntario o en un sitio público.

## En transición
En la primavera de 2009, comenzó un debate online sobre la definición del craftivismo. El debate se extendió después de que el equipo homónimo de Craftivismo en Etsy tuviera una discusión interna sobre afiliaciones políticas de sus miembros, lo que provocó abandonos. La descripción del grupo dice: "El equipo de Etsy Craftivism es un equipo de Etsyanos progresistas que creen que la artesanía y el arte pueden cambiar el mundo. Algunos usamos nuestro trabajo para difundir mensajes de protesta y activismo político. Otros creen que el acto de crear artesanías puede ser un acto de resistencia. Otros ven que, al comprar y vender directamente al fabricante, estamos desafiando la omnipresente cultura corporativa que prioriza el lucro sobre las personas." Algunos miembros del grupo consideraban que el mero acto de crear algo en sí mismo era político, mientras que otros consideraban que el acto también debía estar vinculado a un mensaje político. El debate sigue abierto pero se asienta la idea de que, según Sarah Corbett, de Craftivist Collective, el craftivismo consiste en "pensar críticamente y debatir con compasión cómo todos podemos formar parte de un cambio social positivo."

### La política estadounidense contemporánea
Desde las elecciones americanas de 2016, el aumento masivo del activismo público también ha dado lugar a más métodos de activismo artístico y de craftivismo. El Proyecto Pink Pussyhat se popularizó con la Marcha de las Mujeres de 2017 y 2018. También hubo un movimiento llamado Proyecto Manta de Bienvenida, que tiene como objetivo mostrar solidaridad con los inmigrantes y refugiados mediante mantas. Además, se creó The Kudzu Project, una instalación artística de tejido de guerrilla que comenzó en Charlottesville, Virginia, donde se colocaron instalaciones efímeras de tejidos sobre monumentos confederados para "llamar la atención sobre el papel de estas estatuas en la perpetuación de narrativas falsas sobre la Guerra Civil y la supremacía blanca."

#### Críticas
El activismo artesanal también se ha visto afectado, en la práctica, por la discriminación basada en la identidad interseccional. La cuestión de la inclusión/exclusión ha preocupado durante mucho tiempo al movimiento feminista, y se remonta a las sufragistas, cuando las mujeres negras fueron excluidas de las conversaciones sobre el derecho al voto. De manera similar, el Proyecto Pussyhat de la Marcha de las Mujeres de 2017 y 2018 ha sido criticado por ser excluyente y por estar compuesto principalmente por mujeres blancas cisgénero. Por esta razón el movimiento ha sufrido críticas, lo que refleja que existen preocupaciones más amplias sobre la política participativa en general y no deben descartarse como algo intrascendente.

## Craftivismo virtual
Incluso antes de la pandemia, la aparición de comunidades de artesanía en línea ha facilitado nuevas formas de participación y comunidad. Aunque se trasladó al ámbito virtual, los aspectos sociales de la artesanía "se consideraron muy relevantes" debido al "fenómeno profundamente colectivo" de prácticas como el tejido de punto. Un proyecto interesante que constituye el primer tipo de Craftivismo Digital es el Queer Tartan Register, que utiliza "cuentas" virtuales 3D envueltas en tartán para uso de la comunidad queer. Utiliza el sistema de diseño establecido en el Registro de Tartán Escocés, pero al "queerificarlo", el artista Fritha Land / Fritha Lewin ha ofrecido gráficos que se pueden usar en todo, desde edificios hasta telas de tapicería y espacios virtuales. Las artistas, diseñadoras, activistas, intérpretes y comerciantes queer pueden solicitar que se les confeccione un tartán queer, tal como se indica en el Registro.

## Durante la COVID

### Aislamiento
Con el confinamiento de marzo de 2020, muchas personas recurrieron a las actividades artesanales para sobrellevar el aislamiento. El auge del craftivismo se debe a que es algo que se puede hacer desde casa y muchos artesanos se han unido a través de comunidades y reuniones virtuales.

### Distribución de mascarillas faciales
Desde el comienzo de la pandemia, costureras y artesanos se han unido para crear y distribuir mascarillas de tela reutilizables. La demanda de mascarillas faciales, especialmente las reutilizables, surgió con la escasez de suministro de equipos de protección personal, como las mascarillas N-95, durante la pandemia. El Million Mask Challenge, un desafío virtual que comenzó en Facebook, evolucionó rápidamente a un desafío internacional para coser y distribuir mascarillas a trabajadores de la salud y luego a otros trabajadores de primera línea.

### Black Lives Matter (Las vidas de los negros son importantes)
Tras los asesinatos de Breonna Taylor y George Floyd y las posteriores protestas mundiales del movimiento Black Lives Matter, artistas independientes donaron las ganancias a proyectos contra el racismo, fondos de ayuda mutua y fondos de rescate nacionales para ayudar a los manifestantes detenidos por las fuerzas del orden. Los artistas utilizaron sitios como Etsy para promover donaciones a BLM. Algunos artesanos donaron un porcentaje de las ganancias o la totalidad, y otros hicieron artesanías para difundir el mensaje del movimiento, confeccionando camisetas, mascarillas y pegatinas. Sin embargo, ha habido críticas sobre los vendedores no negros que se benefician del movimiento. "Tanto los creativos independientes como las empresas deberían donar sus ganancias para demostrar solidaridad", dijo Fresco Steez, activista del Movimiento por las Vidas Negras y cofundador del Proyecto Juventud Negra 100. "Y no puede ser solo un porcentaje. De lo contrario, las empresas [y los creadores independientes] se están beneficiando esencialmente de las luchas sociales que están en el corazón de las protestas."